# Ізидор Задгер
Ізидор Задгер (нім. Isidor Isaak Sadger; 29 жовтня 1867, Новий Сонч, Галичина — 21 грудня 1942, Терезієнштадт) — австрійський лікар і психоаналітик, один зі знаних теоретиків і клініцистів, послідовник Зигмунда Фрейда. Основний внесок Задгера в психоаналіз пов'язаний з дослідженням сексуальних девіацій. Задгеру належить заслуга по впровадженню в науковий обіг ряду клінічних понять (зокрема, садомазохізм).

## Біографія
Задгер починав свою професійну кар'єру як фахівець з неврозів. Починаючи з 1894 року опублікував серію статей з психофізіології. У ранніх роботах іноді посилався на праці Зигмунда Фрейда з проблем істерії.
Задгер був одним з перших лікарів, які зацікавилися новою теорією — психоаналізом Зигмунда Фрейда. З 1906 року Задгер брав участь у регулярних наукових зустрічах по середах, які потім у 1908 році переросли у Віденське психоаналітичне об'єднання.
Задгер, в основному, займався дослідженням проблем сексуальних девіацій. Практикував психоаналітичну терапію гомосексуальності. Виступав як прихильник медико-юридичного захисту гомосексуальності. Досліджував проблеми нарцисизму і гомосексуальності з точки зору теорії бісексуальності Вільгельма Флісса. У 1913 році Задгер ввів термін садомазохізм.
Він провів ряд патобіографічних досліджень відомих особистостей. Наприкінці 1920-х років Задгер написав спогади про свої зустрічі з Фрейдом.
Після аншлюсу в 1938 році Задгер залишився у Відні. Як єврей він був депортований у вересні 1942 року до концентраційного табору Терезієнштадт, де помер 21 грудня 1942 року.

## Праці
- Heinrich von Kleist: Eine pathographisch-Psychologische Studie. — Wiesbaden: Verlag von J. F. Bergmann, 1910.
- Über den sado-masochistischen Komplex. // Jahrbuch für psychoanalytische und psychopathologische Forschungen, Bd. 5, 1913, S. 157—232.
- Über Nachtwandeln und Mondsucht: eine medizinisch-literarische Studie. — Leipzig, 1914 (Schriften zur angewandten Seelenkunde Heft 16).
- Neue Forschungen zur Homosexualität. — Berlin: Fischer's Med. Buchh., 1915.
- Die Lehre von den Geschlechtsverirrungen (Psychopathia sexualis) auf psychoanalytischer Grundlage. — Leipzig, Wien: Deuticke, 1921.
- Ein Beitrag zum Verständnis des Sado-Masochismus. // Internationale Zeitschrift für Psychoanalyse, Bd. 7, Nr. 3-4, 1926, S. 413—421
- Sigmund Freud: Persönliche Erinnerungen (1930). — Tübingen: Edition Diskord, 2006. ISBN 3-89295-768-1